# 成 (春秋)
郕（せい）は、春秋時代の諸侯国。成とも表記される。爵位は伯爵。封地は現在の山東省泰安市寧陽県。始祖は周の武王の弟の郕叔武。紀元前718年秋、先年に衛に攻め込んでいた郕は衛の宣公に報復として攻め込まれる。紀元前709年、魯の桓公と杞の武公が郕で会合を行った。紀元前701年、宋の荘公が魯の桓公と郕の夫鐘で会合を行った。紀元前686年に魯の荘公と斉の襄公の軍に攻められ斉に降伏。